# Кассандра (драматична поема)
«Кассандра» — драматична поема української письменниці Лесі Українки, складається з восьми частин та епілогу. Розпочата у 1901 році в італійському курортному місті Сан-Ремо, завершена в Ялті й датована 5 травня 1907 року. За основу сюжету авторка взяла давньогрецький міф про Трою та, зокрема, про віщунку Кассандру, яка пророчила загибель Трої, та ніхто не дослухався до її пророцтв.

## Персонажі
- Кассандра — дочка троянського царя Пріама, пророчиця, жриця Аполлона.
- Поліксена — її сестра, молода дівчина.
- Деїфоб — її найстарший брат, ватаг військовий.
- Гелен — другий її брат, віщун і жрець.
- Паріс — наймолодший брат Кассандри.
- Гелена — жінка спартанського царя Менелая, що втекла з Парісом у Трою.
- Андромаха — жінка Гектора, брата Кассандри.
- Долон — молодий троянець, колишній наречений Кассандри.
- Ономай — цар лідійський, що сватає Кассандру.

## Сюжет

### Розділ перший
Дія відбувається в жіночій половині Пріамового дому. Гелена сидить у гарному вбранні з срібним свічадом на поясі, пряде; в кімнату заходить замислена Кассандра. Гелена вітає її словами: «Сестрице, радуйся!». Кассандра не погоджується з таким привітанням, «бо ми не сестри» й навпаки закидає Гелені: «І ти, і смерть — обидві рідні сестри». Ображена Гелена звинувачує Кассандру, що та накликає на неї смерть, у відповідь чує: «Хіба сестра сестру повинна вбити? Сестра сестрі частіше помагає». Кассандра беручи свічадо з пояса Гелени, коментує її прекрасне відображення: «…велика сила, — їй усі коряться, всі смертні, і Кассандра вкупі з ними». Кассандра віщує смерть своєму брату Парісу, який викрав Гелену у спартанського царя Менелая і привів її у Трою. Гелена нагадує Кассандрі, що та свого часу була проти повернення Паріса до царської родини, Кассандра ж каже, що Паріс був щасливіший з пастухами серед отар, а тепер він раб богині Афродіти, й з його прибуттям до берегів Трої побачила вона прибуття ахейських вояків. А тепер бачить, як Менелай бере за руку Гелену й веде назад у свої хороми, і Гелена, «Епіметея дочка», знову стає царицею на троні переможця. Гелена: «Неправда все, що ти коли говориш!», Кассандра: «Епіметей казав так Прометею і був щасливий. Радуйся, царице!».

### Розділ другий
Кассандра у своїх покоях пише Сівілінську книгу. Заходить Поліксена й між ними відбувається наступна розмова. Поліксена вихваляється своїм нареченим Ахіллесом і каже, що Кассандра їй заздрить. Та відповідає, що зайнята: «Бачиш, тепер пишу я книгу, на розмові я мушу бути з яснокудрим богом». Поліксена згадує, «що слово „шлюб“ гірке моїй Кассандрі» через Долона, колишнього нареченого. Кассандра зауважує: «Я добре знала, що я йому дружиною не буду», а подарунки приймала від нього, «щоб мати спогад про хвилини щастя», бо справді його любила. Любов не стала взаємною через її погляд, «Бо де візьметься у птиці віщої коханий погляд голубки, що воркує». Поліксена жаліє Кассандру, вважаючи, що вона хвора, й тому їй всюди ввижається лихе. Вона сідає до ніг Кассандри й просить розчесати їй волосся. Кассандра, розчісуючи, шепоче щось про невинну жертву богам, якою стане сестра, а та, побачивши у свічадо погляд Кассандри, лякається: «Кассандро, я боюсь твоїх очей!» Кассандра згадує їхнього брата Троїла, якого на війні убив Ахіллес. Поліксена виправдовує нареченого, що той не знав, і що така вона — війна. Вбігає Андромаха й сповіщає, що Гектор заколов Патрокла, кращого друга Ахіллеса. Кассандра бере ножиці й обрізає Поліксені коси наче на жалобу. Андромаха й Поліксена докоряють Кассандрі, що та не попередила їх і тим не «одвернула» горе. Кассандра: «Хоч би й сказала, — хто б мені повірив?» «Та як же й вірити, коли ти завжди не в пору й недоладно пророкуєш?» «Віщуєш горе завжди, а чому й від кого прийде горе, не говориш». Кассандра пророкує, що бачить гибель Трої, і шлюб Поліксени з Ахіллесом її не порятують.

### Розділ третій
Гінекей Андромахи. Андромаха тче білий плат поруч рабині прядуть, тчуть, вишивають. Андромаха відправляє рабинь піти на браму, поглянути на бій й розповісти, як там її чоловік Гектор. Сама вона боїться дивитись на «люту війну»: «Як я те чую й бачу, то здається мені, що то повстав з безодні Хаос, що ні людей нема вже, ні богів, а тільки смерть панує самовладне». Заходить Кассандра, але прясти відмовляється: «Жалобні шати маю, а на покрив смертельний ти сама давно напряла». Вертається рабиня й сповіщає, що Гектор б'ється з Ахіллесом, й, здається, перемагає, а Поліксена побивається на брамі за свого чоловіка. Андромаха говорить зле на Поліксену, яка не вболіває за брата. Кассандра намагається пояснити: «Вдів багато, а межи братом вибирати й милим не часто мусить жінка». Приходить інша рабиня й розповідає, що Гектор тікає з поля бою. Андромаха замахується на неї. Кассандра спиняє її руку: «Не поможе твоя рука проти правиці Мойри». Андромаха звинувачує Кассандру: «Якби ти тільки їх [слів] не вимовляла і не труїла нас, то й не було б лихої правди. Не вгасав би дух». Забігає третя рабиня й сповіщає про загибель Гектора.

### Розділ четвертий
Кассандра з Поліксеною в жалобі йдуть від храму через майдан, на якому гурток людей радяться про щось. Серед них Долон, колишній наречений Кассандри. Кассандра не хоче звідти йти, бо мусить надивитись на Долона. Поліксена вирішує залишитись з нею, бо «самій же так тобі не випадає». Кассандра: «Кассандрі байдуже, що випадає, що ні, — вона лиш те чинити мусить, що їй на долю випало». Долон, скінчивши розмову, наближається до царівен. Він розповідає, що мусить уночі піти крадькома у табір ворогів, розвідати й підслухати їх наради. Питає у Кассандри: «Пророчице, скажи, чи я верну живий з моєї справи?» Кассандра відправляє питати таке у Гелена, її брата, що був серед групи троянців на майдані, бо її пророцтвам все одно ніхто не йме віри, але Долон наполягає. У відповідь Кассандра просить його не йти у розвідку, але той не може «зректися потай того, що сам же я вхвалив прилюдно». Поліксена також дивується, що призначили такого молодого, й що ніч дуже місячна для розвідки. Долон прощається і йде. Кассандра плаче, бо розуміє, що бачила його востаннє і картає себе, що не зупинила Долона. Просить богиню Артеміду загасити місяць «на сю єдину ніч», але одразу ж згадує про Мойру невблаганну, якій впокорюються не тільки люди, а й боги. Царівни йдуть на браму, виглядають Долона. Кассандра бачить загрозу й кричить Долону рятуватись, на крик прибігають вартові, а потім й інші люди. Але вже пізно, — каже Кассандра, звинувачує себе у смерті Долона.

### Розділ п'ятий
До покою Кассандри заходить її брат Деїфоб. Не може докликатись Кассандри, дивується, де рабині. Заходить стара рабиня царівни Поліксени, відповідає: «Вжеж, пророчиця рабинь всіх розпустила, казала: годі вже тих царських звичок, час привикати без рабинь до праці, бо хутко здасться». Кассандра увіходить, прядучи. Деїфоб незадоволений «рабською мовою» Кассандри, яка пророчить неминучу поразку. Деїфоб: «Або царювати, або загинути!», Кассандра: «Ми всі загинем, та не царюючи». В котрий раз Кассандра чує від рідні «і не частуй мене пророкуванням». Деїфоб сповіщає, що Кассандру заручено за лідійського царя Ономая, а той відповідно поведе у бій своє військо захищати Трою. Вона не погоджується, відбувається полеміка: «Мій брате, се була б потрійна зрада — себе самої, правди і лідійців, бо я отим одним-єдиним словом погнала б на погибель ціле військо». «Ну, пам'ятай, як тільки бог звелить сказать: „Не згода“,— до тебе ймення зрадниці пристане віднині і довіку». Деїфоб йде, заходить Ономай, питає Кассандру, яке буде її слово. Кассандра: «Як можеш ти мене бажать за жінку? Ти ж бачиш, я душею не твоя». Позиція Ономая така: «Царівно, правду мовити, я честь хотів тобі, питаючи, зробити, як жриці божій і царівні Трої, а в нас у Лідії нема звичаю дівчат питати, коли батько згоден». Після довгої розмови через незгоду Кассандри Ономай вже збирається йти, але заходить Деїфоб і грізно питає у сестри: «Згода?» «Згода!» — відповідає та. Ономай питає, чи це щиро. Кассандра: «Як голову нести, губити військо ти готов за теє, щоб я сказала: „Сі уста твої, ся постать, сії очі“, — добре, згода. Коли твій люд готов своїх жінок лишити вдовами, аби цареві здобути наречену — добре, згода. По щирості кажу!» Виходять мужі, чути голос юрби знадвору, вбігає Поліксена й картає Кассандру за незгоду, але дізнавшись правду, заспокоює її, обіймає, розповідає, що рабині Поліксени підслухали розмову Ономая й Кассандри і переповіли лідійцям. Ті не хочуть йти воювати, бо «Кассандра закляла!» Заходить Андромаха й каже, що Гелен все влаштував: «по птаству бачив щасливий знак на шлюб і перемогу», то ж військо рушило. Кассандра: «Неправду він сказав!». Андромаха: «…доволі з нас уже твоєї правди…»

### Розділ шостий
В Кассандриному покої Кассандра і Гелен. На її питання, чи то було правдиве віщування, Гелен відповідає, що й сама вона знає, що «пташки, й утрібки, і кров, і дим від жертви — все то тільки покраси й покривало голій правді, про людське око. Адже тая правда — цнотлива дуже і поважна жінка, і сором їй ходити без одежі». Кассандра: «Але й сама я жінка, отже, правду я можу бачити й невбрану». Гелен каже, що її вдача призводить до нещастя, «привиддя страшної правди» наводить жах на людей, «і люди тратять решту сили й глузду». А от він бореться з правдою й сподівається подужати її і керувати нею. Кассандра питає, як же Мойра (доля), що керує усім? Гелен: «Мойра так врядила, щоб був і світ, і море, <…>, і правда, і… неправда». І він же далі: «Що правда? Що неправда? Ту брехню, що справдиться, всі правдою зовуть.» Кассандра: «Як же ти віщуєш? Що кажеш людям?», Гелен: «Те, що треба, сестро, те, що корисно або що почесне.» І ще Гелен: «Ти думаєш, що правда родить мову? Я думаю, що мова родить правду.» Гелен розповів, як переконав лідійців, що то бог Аполлон розсердився, що його не спитали про заручини Ономая з Кассандрою, то ж «пишна гекатомба» з білих волів все владнає. А якщо буде поразка, то значить, Ономай не виконав обіцянку принести жертву Аполлону. Заходить Поліксена і сповіщає, що цар Ономай вбитий. Гелен: «Радій, Кассандро, ти перемогла!» «Не я, а Мойра. Я її знаряддя.» Забігає Андромаха й кидається до Кассандри: «Ти, люта згубо, всіх нас загубила!» Кассандра: «Питай його [Гелена], чом він не врятував. Ми віщуни обоє — значить, рівні».

### Розділ сьомий
На майдан виходить Гелен і сповіщає, що ахейський табір, що стояв під брамою, зник, залишивши у подарунок дерев'яного коня, а отже: «Боги з Олімпу зглянулись на сльози, на гекатомби, на благання наші,- без зброї подолали ворогів.» Кассандра як сторожка храму Паллади не дозволяє внести коня на територію храму. Окремі люди з натовпу починають сердитись на неї за пророцтва: «Убить її!» Гелен пропонує побудувати новий храм — «храм згоди», а поки що віднести коня у царський двір. Натовп рушає за браму за подарунком. Гелен з Кассандрою сперечаються. На майдан приводять зв'язаного елліна (полоненого, якого схопили за брамою). Одні кричать: убить його, інші — помилувать. Питають у Гелена, той відказує, що краще залишити живим, але й не відпускати. Кассандра не вірить Сінонові (полоненому), то ж Деїфоб вкладає в її руки меч, пропонуючи їй самій покарати полоненого. Сінон просить пощади і каже, що його, певно, лишили, бо він обізвав Діомеда «безжалісним Хароном», коли «розвідача троянського вбивали». Кассандра зрозуміла, що мова йде про Долона й починає сумніватись у своєму намірі й зомліває. Сінон залишається живим.

### Розділ восьмий
Майдан. Місячна ніч. Вартові біля царської і Скейської (вхідної у місто) брами перегукуються й нарікають, що всі святкують, а їх лишено на службі. Кассандра пильнує у храмі. Паріс з Сіноном підходять до вартових, допомагають розпалити багаття. Сінон наче ненароком нагадує Парісу, що на нього чекає дома «дружинонька золотокудра». Паріс вирішує йти додому, але тут з'являється Кассандра й нагадує Парісу про могилу брата Гектора за брамою. «Іди, іди до неї, осоружний, до чарівної, гарної Медузи, і скам'яній, упавши перед нею навколішки, — так наша слава впала.» Паріс таки йде до Гелени, Кассандра повертається у храм. А Сінон приходить з музиками і вином до вартових. В результаті вартові напиваються і засинають. Сінон біжить до царської брами й зникає за нею. Кассандра вибігає з храму кричить вартовим, але вони, поснулі, не чують. Назустріч їй виходять Сінон, та озброєні Менелай, Агамемнон, Одіссей, Аякс, Діомед. Вони в'яжуть Кассандру, яка кричить: «Прокинься, Троє!! Смерть іде на тебе!!!» Лавою суне ахейське військо, звідусіль лунають крики, кругом пожежі. Біля Кассандри з'являються так само зв'язані Андромаха та Поліксена. Андромаха побивається за своїм немовлям, якого вбили, «кинули об камінь» і проклинає Кассандру за її пророцтва. Повз проводять пов'язаного Гелена: «Радій, Кассандро, ти перемогла!» За Геленою, що тікає, біжить Менелай з мечем, на якому кров Паріса. Гелену починають захищати молоді вояки-спартанці: «Вона не винна!». Менелай заспокоюється й веде Гелену, що бере його під руку, за Скейську браму на поле. Все як пророкувала Кассандра. Кассандра в нестямі регоче: «Кассандра все неправду говорила. Нема руїни! Є життя!.. життя!..» Чути як страшно ридає, аж виє стара жінка. «То наша мати!» — з жахом каже Поліксена. Той голос раптово покриває хряскіт падаючої будівлі. Пожарище.

### Епілог
Еллада через довгий час після руїни Трої. Цариця Клітемнестра з царським намісником Егістом зустрічають Агамемнона, який увіходить по пурпуровій доріжці, сплетеній царицею. Він веде із собою Кассандру, яку дуже поважає як жрицю та віщунку. Кассандра нагадує Клітемнестрі про Іфігенію, дочку, яку та дозволила принести у жертву богам, аби згубити Трою. Агамемнон до Кассандри: «ти все на мене ворогуєш, бачу.» Кассандра: «У тебе, царю, є сильніший ворог…» Агамемнон просить її розповісти, хто той ворог, але Кассандра відмовляється, бо віщує тільки у рідному дому. Відбувається неприємна розмова між Агамемноном, Клітемнестрою та Кассандрою, в якій остання проговорюється, що Клітемнестра « і не жінка.» Агамемнон починає щось підозрювати й питає, чи все гаразд у їхньому домі. Але Кассандра знімає діадему і разом з патерицю кидає її до ніг цариці, таким чином відмовляючись від своїх пророцтв. Вони увіходять у дім, тим часом Клітемнестра каже до Егіста: «Нам треба два мечі. Ти нагостри. Ти бий його, а я її потраплю.»

## Історія постановок
- 1970 — «Кассандра»; реж. Сергій Сміян (Національний академічний драматичний театр імені Івана Франка)
- 2002 — «Кассандра»; реж. ??? (Київський експериментальний театр)[1]
- 2009 — «Кассандра»; реж. Олександр Дзекун (Донецький національний академічний український музично-драматичний театр)[2]
- 2021 — «Кассандра»; реж. Давид Петросян (Національний академічний драматичний театр імені Івана Франка)[3][4]
- 2021 — «Зі співом на устах» літературно-музична композиція Людмили Оспадової за уривками з п’єс «Кассандра», «Лісова пісня», «Камінний господар» та віршами Лесі Українки; реж. Костянтин Гросман (Миколаївський академічний художній російський драматичний театр)
- 2021 — «ЛесЯ Українка» Павла Гончарова за мотивами творів «Одержима», «Камінний господар», «Кассандра», «Бояриня» Лесі Українки; реж. Павло Гончаров (Черкаський академічний обласний український музично-драматичний театр імені Т. Г. Шевченка)
- 2021 — «Кассандра» ; реж. Роман Покровський (Чернігівський обласний молодіжний театр)[5]
- 2021 — «Кассандра» ; реж. Ігор Білиць (Національний академічний український драматичний театр імені Марії Заньковецької, м. Львів)[6]
- 2022 — «Кассандра»; реж. Гелен Істман (Творча спільнота «Live Canon», Лондон, Велика Британія) (переклад на англійську – Ніна Мюррей) — проєкт реалізовано за ініціювави Українського інституту в Лондоні. 2023 року пройшли гастролі «Касандри» країною та стали частиною Сезону культури Велика Британія/Україна від Українського інституту та Британської Ради[7]